# Protéine-kinase activée par mitogène
 (janvier 2016).

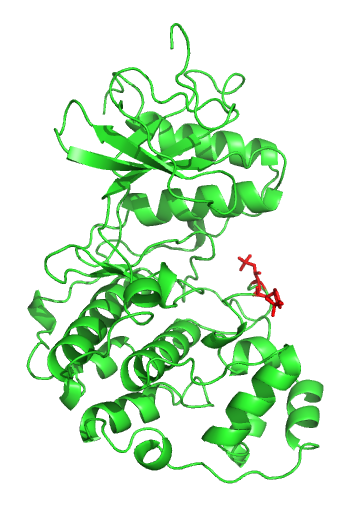
Structure d'une kinase ERK2

Les protéine-kinases activées par mitogène (MAPK pour Mitogen-activated protein kinases ou simplement MAP kinases) sont un ensemble de protéine-kinases nécessaires à l'induction de la mitose dans les cellules eucaryotes. Elles appartiennent au groupe des kinases CMGC (incluant les kinases CDK, MAPK, GSK3 et CLK)
Les MAP-K sont impliquées dans un certain nombre d'évènements de la vie de la cellule, comme la mitose, mais aussi très liées à des phénomènes apoptotiques, à la différenciation ou encore à la survie cellulaire. Ceci se fait en réponse à divers signaux externes : des facteurs mitogènes (le PDGF, par exemple), le stress osmotique cellulaire, le choc thermique ou encore un certain nombre de cytokines.
Les MAP-K sont retrouvées chez la grande majorité des eucaryotes (cellules animales, végétales, dans les champignons et chez les protistes)

## Types de MAP-K
Il existe 5 groupes de MAP-K connues chez les mammifères :
- Les ERK1/2 (Extracellular signal-regulated kinases 1 & 2)
- Les MAP kinases p38 : isoformes α, β, γ et δ
- Les JNK 1 à 3 ("c-Jun N-terminal kinase") : 3 isoformes JNK1, JNK2 et JNK3 (Stress-activated protein kinases SAPK-γ, SAPK-α et SAPK-β, respectivement)
- Les MAP-K atypiques : ERK3/4, ERK7/8, Nemo-like kinase (NLK)
- Les ERK5 (Extracellular signal-regulated kinase 5)

## Mécanisme général
La voie impliquant les MAP-K est l'une des principales voies de signalisation dans la cellule permettant la prolifération de cette dernière à partir d'un signal externe (facteurs de croissance, par exemple).
D'autres récepteurs (activés par des ligands) peuvent également activer la voie des MAP-K :
- les récepteurs à 7 domaines transmembranaires, ou RCPG,
- les récepteurs à des cytokines
- les récepteurs de facteurs de croissance[4]

La dimérisation d'un récepteur extracellulaire monomérique d'un facteur de croissance (par exemple) induira une autophosphorylation croisée d'acides aminés situés sur la chaîne intracytosolique du récepteur. Ces acides aminés sont des tyrosines, sérines ou des thréonines,. Les acides aminés deviennent ainsi phosphorylés, après activation du récepteur par son ligand : la présence d'un groupement phosphate sur l'acide aminé permettra la fixation d'une protéine Grb2 ("growth-factor-receptor-bound protein 2", une protéine à domaine SH2 interagissant avec des phosphotyrosines, il s'agit d'un adaptateur moléculaire) sur cette zone intracytosolique du récepteur. Grb2 permettra d'activer une autre protéine, Sos. Le facteur d'échange Sos se fixe sur le domaine SH3 de Grb2 et stimule l'échange de GDP en GTP chez la protéine Ras. Ras est une petite protéine G monomérique sous membranaire, liée à la membrane plasmique par farnésylation. Lorsqu'un facteur d'échange comme Sos s'y lie, la protéine G libère son GDP et capte un GTP ce qui permet son activation. Ras sera inactivée par hydrolyse de son GTP grâce à l'intervention de GAP qui active la fonction GTPasique de Ras. Ainsi, Ras rapproche Raf de la membrane plasmique afin que celle-ci soit phosphorylée. 
Raf activera la protéine MEK, qui elle-même active ERK. ERK est le dernier maillon connu de cette cascade, il pourra directement activer des facteurs de transcription qui seront ainsi actifs : par exemple, ERK subit une translocation nucléaire lorsqu'il est activé et peut ainsi permettre l'hétérodimérisation de FOS et Jun pour former la protéine AP-1 qui ira stimuler la transcription du gène de la cycline D1. Pour cela ERK, une fois dans le noyau, phosphoryle un facteur de transcription Elk-1. Elk-1 ira s'associer avec un facteur de réponse sérique, le complexe permettra la transcription de FOS. De son côté Jun est exprimé de manière constitutive dans le cytoplasme, une phosphorylation inhibitrice de Jun est réalisée par la caséine kinase. Une déphosphorylation de ce site est nécessaire pour l'activation de Jun et est réalisée par la phosphatase PP2A. Enfin une phosphorylation activatrice, sur un autre site de Jun, est réalisée par la kinase JNK. C'est cette dernière phosphorylation qui permet de découvrir un site NLS sur Jun et sa translocation vers le noyau grâce à sa prise en charge par des importines. Une fois dans le noyau Jun pourra s'associer avec FOS pour former AP-1.

### Chez les plantes
Bien que les plantes disposent de beaucoup de gènes codant les MAP-K, la voie des MAP-K chez les plantes est beaucoup moins étudiée que chez l'animal ou le champignon. Il semblerait néanmoins que la signalisation dans la voie MAP-K soit plus complexe que dans les autres cas ; chez Arabidopsis thaliana, MPK3, MPK4 et MPK6 (des kinases) ont été identifiées comme étant les molécules clés impliquées dans la réponse cellulaire face au choc osmotique, la réponse au froid ou encore la défense contre des agresseurs pathogènes. Ces kinases seraient également impliquées dans la morphogenèse.

## Activation des MAP-K
Chaque protéine qui interagit avec les MAP-K (substrat et éventuellement des phosphatases et des kinases) possède des régions appelées "domaines d'empilement" ("docking sites" ou "D-sites") permettant de médier leurs interactions. C'est la "docking interaction".
Les domaines d'empilement sont de petits segments d'amino-acides comportant chacun :
- un domaine D (nommé également site D ou même domaine DEJL).
- le domaine DEF ("Docking site for ERK" ou site F, ou site DEF) retrouvé chez des substrats de ERK1/2, notamment.
- le domaine CD ("C-terminal common docking")[10]

## Voie dépendante de la MAP-K p38
Les p38 sont un type de MAP-K retrouvés chez les mammifères. Comme de nombreuses MAP-K, les p38 sont activées par divers signaux (lipopolysaccharides des bactéries Gram -, UV, des cytokines, etc). Il existe quatre types de MAP-K p38, les p38α, p38β, p38γ et p38δ, ayant des substrats distincts. Les MAP-K participent notamment à la transcription de gènes pour la synthèse de cytokines pro-inflammatoires, mais aussi au contrôle du cycle cellulaire.
L'activation des MAP-K p38 se fait par phosphorylation sur leurs résidus Thréonine 180 et Tyrosine 182, notamment grâce à des MAP-KK que sont MEK3 et MEK6. Les MAP-K activées par cette dite-phosphoryle iront ensuite activer (par phosphorylation également) les kinases MAPK-APK 2, qui par translocation nucléaire consécutive à cette activation, pourront activer des facteurs de transcription tels que ATF-2, par exemple.
Originellement, la MAP-K p38 avait été identifiée comme étant la cible du SB 203580, molécule connue pour inhiber la production du TNF-α, ce qui a montré le rôle important des MAP-K p38 dans la réponse inflammatoire.

### Rôle de p38 dans l'apoptose (interaction avec le monoxyde d'azote)
Il a été montré que les MAP-K p38 entraînent l'apoptose induite par le NO (monoxyde d'azote). L'inhibition de la MAP-K p38 empêche notamment le NO d'induire deux phénomènes pré-apoptotiques :
- la libération du cytochrome c mitochondrial (p38 étant nécessaire à la libération de celui-ci),
- l'activation des caspases[11]

Il semblerait également que si le NO active la MAP-K p38, celle-ci pourra induire l'activation de p53, qui lui-même activera les caspases-3 pour engendrer l'apoptose.